# فهرست شهرداران اهواز
فهرست شهرداران اهواز اشاره دارد به نام افرادی که از ابتدای شکل‌گیری شهرداری اهواز، در رأس این نهاد، فعالیت کرده‌اند. در بدو تأسیس شهرداری اهواز، مقام شهردار، از سوی مرکز (تهران) معرفی می‌شد، که با دایر شدن انجمن‌های ایالتی و ولایتی، شهردار با رأی انجمن شهر، نصب یا عزل می‌گردید. نام «میرزا علی‌خان اقبال» در سال ۱۳۰۸ به عنوان اولین شهردار اهواز، به ثبت رسیده‌است.

## فهرست

### تا ۱۳۵۷
| نام و نام خانوادگی      | مدت تصدی             | مشخصات |
| میرزا احمدخان البرز     | ۱۳۰۹                 | براساس اسنادرسمی اولین شهردار اهواز |
| حسن متین                | ۱۳۱۷                 | - |
| محمود معزز عطاری        | ۱۳۱۹                 | - |
| هرمز گیویان             | ۱۳۲۰                 | - |
| علی‌اصغر زمانی           | ۱۳۲۰                 | - |
| علی‌اصغر محمدی           | ۱۳۲۶                 | - |
| علی‌اکبر ثابتی           | ۱۳۲۸                 | - |
| محمدعلی مرتضوی          | ۱۳۲۹                 | - |
| محمد وزیر نظامی         | ۱۳۳۶                 | - |
| حاجی‌خان دولتی           | ۱۳۳۷                 | - |
| محمدقلی بیگلرپور        | ۱۳۴۰                 | - |
| احمد مقصودی             | ۱۳۴۰                 | - |
| شریعتمداری              | ۱۳۴۰                 | - |
| علی‌اکبر حکیم شوشتری     | ۱۳۴۱                 | - |
| ناصر عجم                | ۳۱/۲/۴۲ تا ۲۵/۴/۴۶   | وی متولد سال ۱۲۹۶ بود. |
| سید عطاء اله اخلاقی     | ۱۷/۲/۴۶ تا ۲۴/۴/۴۶   | رئیس امور اداری ناحیه شمال سازمان آب و برق خوزستان بود که در زمان مرخصی آقای عجم در سمت سرپرست شهرداری اهواز انجام وظیفه نمود.                                     |
| منصور به‌نگار            | ۲۶/۴/۴۶ تا ۸/۱۱/۴۸   | وی سرهنگ بازنشسته و متولد سال ۱۲۹۸ شهرستان رشت بود، که از تاریخ ۲۶/۴/۴۶ به سمت سرپرست شهرداری و از تاریخ ۸/۸/۴۷ لغایت ۸/۱۱/۴۸ به سمت شهردار اهواز منصوب شد.        |
| فتحعلی شیرانی           | ۲۷/۱۱/۴۸ تا ۲۷/۱۲/۵۰ | دکتر فتحعلی شیرانی، متولد ۱۹/۲/۱۳۱۴ به شماره شناسنامه ۳۲۸، کارمند سازمان برنامه بیش از دو سال به سمت شهردار اهواز انجام وظیفه نمودند.                              |
| صمد سلامی               | ۱۲/۱۲/۵۰ تا ۹/۸/۵۲   | متولد ۱۳۰۸ شهرستان کازرون و معاون استاندار خوزستان بود. از تاریخ ۱۲/۱۲/۵۰ به عنوان سرپرست شهرداری و از تاریخ ۱۱/۸/۵۱ لغایت ۹/۸/۵۲ به عنوان شهردار انجام وظیفه کرد. |
| فریدون شفیعی            | ۱۱/۹/۵۲ تا ۸/۵/۵۴    | وی متولد ۱۳۱۸ شهرستان تربت حیدریه بود. |
| امیر توکل امیر ابراهیمی | ۱۹/۷/۵۴ تا ۳۱/۲/۵۵   | وی متولد ۱۳۰۵، کارمند مأمور به خدمت شهرداری تهران بود. |
| احمد اکبری              | ۲۳/۳/۵۵ تا ۲۱/۳/۵۶   | متولد شهرستان الیگودرز و کارمند آموزش و پرورش بود. |
| سید محمدحسین ضیائی      | ۱۶/۴/۵۶ الی۲۴/۱۰/۵۷  | وی کارمند سازمان شهرسازی خوزستان و آخرین شهردار قبل از وقوع انقلاب بود.                                                                                            |

### پس از ۱۳۵۷
پس از انقلاب ۱۳۵۷ تاکنون، افراد زیر به سمت شهرداری اهواز منصوب شده‌اند.
| نام                       | تاریخ تولد | محل تولد           | مدرک تحصیلی                                   | مدت تصدی                           | توضیحات |
| رضا امینی                 | -          | -                  | -                                             | ۱ مهر ۱۴۰۰ تاکنون                  | |
| علیرضا عالی‌پور (سرپرست)   | -          | -                  | -                                             | ۱۶ مرداد ۱۴۰۰ تا ۱ مهر ۱۴۰۰        | |
| ابراهیم نوشادی (سرپرست)   | -          | -                  | -                                             | ۱۹ فروردین ۱۴۰۰ تا ۱۶ مرداد ۱۴۰۰   | از ۱۴ اسفند ۱۳۹۹ تا ۱۹ فروردین ۱۴۰۰ |
| موسی شاعری                | -          | -                  | -                                             | ۲۶ اردیبهشت ۱۳۹۸ تا ۱۴ اسفند ۱۳۹۹  | |
| منصور کتانباف             | ۱/۷/۱۳۳۷   | -                  | -                                             | ۲۹ شهریور ۱۳۹۶ تا ۲۶ اردیبهشت ۱۳۹۸ | |
| محمدعتاب اهوازی (سرپرست)  | -          | -                  | -                                             | ۸ شهریور ۱۳۹۶ تا ۲۹ شهریور ۱۳۹۶    | |
| سید خلف موسوی             | -          | -                  |                                               | ۵/۸/۹۲ الی ۲۹/۶/۹۶                 | - |
| محمد صفری (سرپرست)        | -          | -                  | -                                             | ۱/۶/۹۲ الی ۴/۸/۹۲                  | - |
| منصور کتانباف             | ۱/۷/۱۳۳۷   | -                  | لیسانس الهیات                                 | ۷/۳/۹۰ الی ۳۱/۵/۹۲                 | - |
| محمد صفری (سرپرست)        | ۱۳۵۹       | اهواز              | کارشناسی ارشد برنامه‌ریزی شهری                 | ۸۹٫۴٫۱ الی ۹۰٫۳٫۱۲                 | |
| محمدرضا شمسایی            | ۱/۱/۱۳۳۷   | شهرستان بهبهان     | -                                             | ۸/۸/۱۳۸۷                           | بر اساس پیشنهاد شماره ۲۵۵۷ مورخ ۲۳/۵/۱۳۸۷ از سوی شورای اسلامی و طی حکم شماره ۳۴/۳/۱/۱۰۳۴۱۳۶ مورخ ۸/۸/۱۳۸۷ به امضای علی کردان وزیر وقت کشور به سمت شهردار اهواز منصوب شد. |
| عبدالنبی شیربیگی (سرپرست) | ۱۰/۴/۱۳۳۶  | اهواز              | لیسانس عمران                                  | ۲۲/۵/۸۷ تا ۸/۸/۸۷                  | در تاریخ ۲۲/۵/۸۷، در هفتاد و سومین جلسه شورای اسلامی سوم، به عنوان سرپرست شهرداری تعیین و منصوب شد. |
| حیدرنجفی‌فر                | ۳/۴/۱۳۳۴   | شهرستان رامهرمز    | لیسانس مهندسی عمران                           | ۱۰/۱۰/۸۶ تا ۲۲/۵/۸۷                | -در مورخ ۸۶/۱۰/۱۰ باحکم مصطفی پورمحمدی وزیر کشور بعنوان دومین شهردار اهواز در دوره سوم شورای شهر اهواز منصوب شد |
| محمدحسین یوسفی (سرپرست)   | ۴/۳/۱۳۳۸   | شهرستان ایذه       | لیسانس باغبانی                                | ۱۶/۸/۸۶ تا ۱۰/۱۰/۸۶                | ر اساس پیشنهاد شماره ۳۸۶۰ مورخ ۱۴/۸/۸۶ شورای اسلامی شهر، طی حکمی به شمارهٔ ۱/۱۰/۳۰۳۰۹ مورخ ۱۶/۸/۸۶ با امضای سید جعفر حجازی استاندار وقت به سمت سرپرست شهرداری اهواز معرفی شد. |
| سعید ممبینی               | ۲۴/۲/۱۳۳۷  | شهرستان مسجدسلیمان | فوق لیسانس بازاریابی و تجارت الکترونیک        | ۱۷/۴/۸۶ الی۱۶/۸/۸۶                 | طی حکمی به شماره ۳۴/۳/۱/۴۸۰۷۱ مورخ ۱۷/۴/۸۶ به امضای مصطفی پورمحمدی وزیر وقت کشور به عنوان اولین شهردار در دوره سوم شورای اسلامی شهر منصوب شد. |
| محمد صفری (سرپرست)        | ۲۳/۲/۱۳۵۹  | اهواز              | کارشناس جغرافیا و برنامه‌ریزی شهری             | ۱۰/۲/۸۶ الی ۱۷/۴/۸۶                | در دومین جلسه دور سوم شورای اسلامی شهر به‌عنوان سرپرست شهرداری اهواز انتخاب و طی حکمی به شماره ۷۳۸ مورخ ۱۰/۲/۸۶، با امضای امیر حیات مقدم؛ استاندار وقت خوزستان منصوب شد. |
| عبدالصمد مهدوی            | ۲/۱/۱۳۴۴   | اهواز              | لیسانس آمار                                   | ۷/۴/۸۱ تا ۶/۳/۸۶                   | به عنوان شهردار منتخب در دومین دوره شورای اسلامی شهر، طی حکم شماره ۳۴/۳/۱/۱۶۴۳، مورخ ۷/۴/۸۲ با امضای سیدعبدالواحد موسوی لاری؛ وزیر وقت کشور، برای مدت ۴ سال به سمت شهردار اهواز منصوب شد.                                                                                         |
| حمید زنگنه (سرپرست)       | ۸/۷/۱۳۴۲   | مسجدسلیمان         | فوق دیپلم برق                                 | ۹/۴/۸۱ تا ۷/۴/۸۲                   | طی حکمی به شماره ۰۱/۱۰/۱۰۸۷۳ مورخ ۸/۴/۸۲، با امضای فتح‌الله معین؛ استاندار وقت در سمت سرپرستی شهرداری اهواز منصوب شد. |
| محمدتقی سلیمانی آشتیانی   | ۲/۷/۱۳۳۲   | کاشان              | کارشناسی ارشد راه و ساختمان از دانشگاه تهران  | ۱۴/۴/۷۸ تا ۹/۴/۸۱                  | طی حکمی به شمارهٔ ۳۴/۳/۱/۵۶۳۴ مورخ ۱۴/۴/۷۸، به امضای سید عبدالواحد موسوی لاری وزیر وقت کشور منصوب و در تاریخ ۹/۴/۸۱ در یکصد و نود وچهارمین جلسه شورای اسلامی شهر اهواز (اولین شورای اسلامی شهر) با ۶ رأی موافق استیضاح و در تاریخ ۱۰/۴/۸۱ در سالن کنفرانس مراسم تودیع وی انجام شد. |
| عباس هلاکویی              | ۱/۱/۱۳۳۲   | اهواز              | مهندس برق                                     | ۱۸/۳/۷۴ تا ۱۴/۴/۷۸                 | در زمان وزارت کشوری علی محمد بشارتی طی نامهٔ شمارهٔ ۲۳۰/۴/۱/۴۲۰۳ مورخ ۶/۴/۷۴ به صورت مأمور به خدمت از استانداری به سمت شهردار اهواز منصوب شد. |
| فرامند هاشمی‌زاده          | ۱/۱/۱۳۳۲   | دشت‌آزادگان         | لیسانس علوم تربیتی از دانشگاه علامه طباطبایی  | ۲۶/۹/۶۷ تا ۱۸/۳/۷۴                 | طی حکمی به شماره ۱۹۱۶۸ مورخ ۲۶/۹/۶۷ با امضای محسن میردامادی به این سمت منصوب شد. |
| منوچهر یزدانی             | -          | -                  | -                                             | ۳/۳/۶۵ تا ۲۶/۹/۶۷                  | طی حکمی به شماره ۳۵۹۷ مورخ ۳/۳/۱۳۶۵ با امضای علی جنتی؛ استاندار وقت به شهرداری اهواز منصوب شد و پس از پایان مدت ۲ سال خدمت، مجدداً طی نامه شمارهٔ ۵۵۰۲ مورخ ۱۷/۳/۶۷ با امضای محسن میردامادی برای مدت ۲ سال دیگر بر این سمت گمارده شد.                                               |
| امین بیانک                | ۹/۱۰/۱۳۳۵  | اهواز              | مهندسی برق از دانشگاه شیراز                   | ۴/۱۰/۶۳ تا ۳/۳/۶۵                  | طی حکم شماره ۲۰۹۰۸ مورخ ۴/۱۰/۶۳ به امضای علی جنتی؛ استاندار وقت به سمت شهرداری اهواز منصوب شد. |
| احمد عالم‌شاه              | ۱/۵/۱۳۳۴   | دزفول              | دیپلم بازرگانی                                | ۱۶/۳/۶۳ تا ۴/۱۰/۶۳                 | طی حکمی به شماره ۵۳۵۰ مورخ ۱۶/۳/۶۳ با امضای محمد فروزنده؛ استاندار وقت به سمت شهردار اهواز منصوب شد و در تاریخ ۴/۱۰/۶۳ استعفای خود را به استانداری ارائه نمود. |
| نورالله عابدی             | ۸/۱۰/۱۳۳۴  | بهبهان             | دیپلم                                         | ۳۰/۱/۶۲ تا ۷/۳/۶۳                  | طی حکمی به تاریخ ۳۰/۱/۶۲، به صورت مأمور به خدمت از آموزش و پرورش بهبهان، به شهرداری اهواز معرفی شد و در تاریخ ۸/۳/۶۳ به جهت حضور در مجلس شورای اسلامی استعفا داد. |
| نعمت‌الله علیرضایی         | ۱۳۳۰       | نجف‌آباد            | مهندسی راه و ساختمان از دانشگاه آرکانزاس      | ۱۶/۴/۶۱ تا ۴/۲/۶۲                  | طی حکمی به تاریخ ۱۶/۴/۶۱ به سمت کفیل (سرپرست) شهرداری اهواز منصوب شد. |
| احمد عامری                | -          | -                  | -                                             | ۳/۹/۵۹ تا ۲۸/۶/۶۰                  | طی حکم شماره ۴۱۶۲۹ مورخ ۲/۹/۵۹، با امضای سیدمحمد غرضی؛ استاندار وقت، به عنوان شهردار اهواز منصوب شد. |
| محمدرضا شریف‌نیا           | ۴/۲/۱۳۲۶   | اهواز              | لیسانس علوم بهسازی از دانشگاه ابوریحان بیرونی | ۲/۲/۵۹ تا ۳/۹/۵۹                   | طی حکم شماره ۱۵۸۰، مورخ ۲/۲/۵۹ با امضای سیدمحمد غرضی استاندار وقت به سمت شهردار اهواز منصوب گردید. |
| نجفعلی طباطبایی           | -          | -                  | -                                             | ۱/۱۲/۵۷ تا ۳۰/۱/۵۹                 | طی حکم شماره ۳۴/۱/۶۶ مورخ ۱۴/۱/۱۳۵۸ به امضای سیدجوادی؛ وزیر وقت کشور به سمت شهردار اهواز منصوب شد. |